# Dax Milne
Dax Milne (South Jordan, 23 giugno 1999) è un giocatore di football americano statunitense che milita nel ruolo di wide receiver per i Carolina Panthers della National Football League (NFL). Al college ha giocato per BYU.

## Carriera

### Washington Football Team/Commanders
Milne fu scelto nel corso del settimo giro (258º assoluto) nel Draft NFL 2021 dal Washington Football Team. 
Il 13 maggio 2021 firmò il suo contratto da rookie. Debuttò come professionista subentrando nella gara del primo turno contro i Los Angeles Chargers. La sua prima stagione da professionista si concluse con 9 ricezioni per 83 yard in 13 presenze, una delle quali come titolare.
Nella stagione 2022 Milne fu indicato come punt returner della squadra. Nella gara del nono turno, la sconfitta 17-20 subita contro i Minnesota Vikings, Milne segnò il suo primo touchdown da professionista. Concluse la stagione 2022 con 15 presenze, di cui una da titolare, con 6 ricezioni per 37 yard e un touchdown, e con 40 punt ritornati per 311 yard.
L'8 settembre 2023 Milne fu spostato in lista riserve/infortunati per un infortunio all'inguine, problema che lo tenne fuori dal campo per l'intera stagione 2023.
Il 31 luglio 2024 i Commanders svincolarono Milne.

### Las Vegas Raiders
Il 6 agosto 2024 Milne firmò con i Las Vegas Raiders. Prima dell'avvio della stagione 2024 non rientrò nel roster attivo iniziale dei Raiders e il 27 agosto 2024 fu svincolato.

### Carolina Panthers
Il 30 ottobre 2024 Milne firmò per la squadra di allenamento dei Carolina Panthers.

## Vita privata
Milne è amico fin dall'infanzia del quarterback Zach Wilson: i due si sono conosciuti all'età di otto anni e si sono poi ritrovati compagni di stanza e di squadra alla BYU.